# Astragalus ackerbergensis
Astragalus ackerbergensis là một loài thực vật có hoa trong họ Đậu. Loài này được Freyn & Sint. miêu tả khoa học đầu tiên.